# Phoracantha synonyma
Phoracantha synonyma là một loài bọ cánh cứng trong họ Cerambycidae.